# Stephen Kaltenbach
Stephen Kaltenbach (Battle Creek, 5 maggio 1940) è un artista statunitense, esponente dell'arte concettuale.

## Biografia
Stephen Kaltenbach nasce nel 1940 a Battle Creek, nel Michigan, dove trascorre la sua infanzia ed adolescenza fino al momento di iscriversi all'Università della California, Davis. Dopo aver conseguito la laurea si trasferisce a New York nel 1967. Qui entra in contatto con la scena artistica minimalista e le prime esperienze di arte concettuale, che condizioneranno le sue ricerche artistiche fin dai primi anni della sua attività. 

Nell'ottobre del 1968 partecipa alla prima mostra di Earth Art, organizzata da Robert Smithson. Nel dicembre dello stesso anno espone alla mostra Nine at Leo Castell, curata da Robert Morris, in occasione dell'inaugurazione della Castelli Warehouse. A marzo dell'anno seguente partecipa al progetto March 1-31, 1969, prima mostra esistente unicamente sotto forma di catalogo organizzata da Set Siegelaub: la mostra coinvolge 31 artisti (tanti quanti i giorni del mese di marzo), invitati ad inviare un proprio lavoro al fine di realizzazione di un catalogo-calendario. È quindi invitato ad esporre in occasione di Live in Your Head. When Attitudes Become Form, tenuta dal 22 marzo al 27 aprile presso la Kunsthalle di Berna e curata da Harald Szeemann, mostra che fornisce un bilancio sulle ricerche processuali statunitensi ed europee degli anni Sessanta. Nello stesso anno ha inoltre la sua prima mostra personale newyorkese, presso il Whitney Museum of American Art, in occasione della quale scrive un opuscolo intitolato Room Alterations.

Germano Celant include Stephen Kaltenbach tra i 36 autori presenti nelle pagine del volume Arte Povera (che comprende, tra gli altri, Walter De Maria, Bruce Nauman, Joseph Kosuth, Robert Morris, Jan Dibbets, Richard Long e Alighiero Boetti), pubblicato in tre lingue (italiano, inglese e tedesco) nel novembre del 1969.

Nel 1970torna a vivere in California, dove svolge il mestiere di insegnante all'Università della California (Sacramento) e si dedica all'arte figurativa regionale; nel frattempo continua a produrre opere di arte concettuale, esclusivamente in privato.

Nel 2005 torna a esporre con due mostre (una a Los Angeles e l'altra a Düsseldorf) dedicate alle opere concettuali prodotte a partire dagli anni Sessanta fino a quel momento.